# Lam (Arabische letter)

Lam geïsoleerde vorm

Lām, لام, is de 23e letter van het Arabisch alfabet. Hij stamt af van de letter lamed uit het Fenicisch alfabet en is daardoor verwant met de Latijnse L, de Griekse lambda en de Hebreeuwse lamed. Aan de lam kent men de getalswaarde 30 toe.

## Uitspraak
De lam klinkt als de Nederlandse L in "Leuven".
De lam rekent men tot de zonneletters, dat wil zeggen dat hij een voorafgaand bepaald lidwoord "al" assimileert. In dit geval maakt het voor de uitspraak geen verschil, aangezien de laatste letter van "al" eveneens een lam is. Voorbeeld: "de Libanees" - الّلبناني : uitspraak "al-lubnani".

## Lam-alif
In het geval de lam een alif voorafgaat, schrijft men niet لـا, maar gebruikt men de ligatuur لا lam-alif.

## Lam in Unicode
| Unicode Codepoint | U+0644            |
| Unicode-Name      | ARABIC LETTER LAM |
| HTML              | &#1604;           |
| ISO 8859-6        | 0xe4              |

Basisalfabet: ا (alif) · 
ب (ba) · 
ت (ta) · 
ث (tha) · 
ج (jim) ·
ح (ḥa) ·
خ (kha) ·
د (dal) ·
ذ (dhal) ·
ر (ra) ·
ز (zai) ·
س (sin) ·
ش (sjin) ·
ص (ṣad) ·
ض (ḍad) ·
ط (ṭah) ·
ظ (ẓa) ·
ع (ain) ·
غ (gain) ·
ف (fa) ·
ق (qaf) ·
ك (kaf) ·
ل (lam) ·
م (mim) ·
ن (nun) ·
ه (ha) ·
و (waw) ·
ي (ya)
Aanvullende tekens: ء (hamza) ·
آ (alif madda) ·
ة (tāʾ marbūṭa) ·
ى (alif maqṣūra) ·
لا (lām-alif)
Klinkertekens: fatḥa ·
kasra ·
ḍamma ·
shadda ·
sukūn ·
waṣla